# Liste der Biografien/Petu
Liste der Biografien |
Portal Biografien |
Personensuche
# |
A |
B |
C |
D |
E |
F |
G |
H |
I |
J |
K |
L |
M |
N |
O |
P |
Q |
R |
S |
T |
U |
V |
W |
X |
Y |
Z |
?
 
Pa |
Pc |
Pe |
Pf |
Ph |
Pi |
Pj |
Pk |
Pl |
Pm |
Pn |
Po |
Pr |
Ps |
Pt |
Pu |
Pv |
Pw |
Py
 
Pea |
Peb |
Pec |
Ped |
Pee |
Pef |
Peg |
Peh |
Pei |
Pej |
Pek |
Pel |
Pem |
Pen |
Peo |
Pep |
Peq |
Per |
Pes |
Pet |
Peu |
Pev |
Pew |
Pex |
Pey |
Pez
 
Peta |
Petc |
Pete |
Peth |
Peti |
Petj |
Petk |
Petl |
Petm |
Peto |
Petr |
Pets |
Pett |
Petu |
Petw |
Pety |
Petz
Die Liste der Biografien führt alle Personen auf, die in der deutschsprachigen Wikipedia einen Artikel haben. Dieses ist eine Teilliste mit 29 Einträgen von Personen, deren Namen mit den Buchstaben „Petu“ beginnt.

## Petu

### Petub
- Petubastis I., altägyptischer Pharao
- Petubastis II., altägyptischer Pharao
- Petubastis III., altägyptischer Gaufürst
- Petubastis IV. Seheribre, spätzeitlicher ägyptischer Fürst

### Petuc
- Petuchow, Alexander (* 1985), kasachischer Fußballtorwart
- Petuchow, Alexei Jewgenjewitsch (* 1983), russischer Skilangläufer
- Petuchow, Jegor (* 1994), russisch-kasachischer Eishockeyspieler
- Petuchow, Sergei Alexandrowitsch (* 1983), russischer Sprinter
- Petuchow, Stanislaw Afanassjewitsch (* 1937), sowjetischer Eishockeyspieler
- Petuchowa, Iraida Georgijewna (1926–2018), sowjetische Architektin
- Petuchowski, Jakob Josef (1925–1991), US-amerikanischer liberaler Rabbiner und Hochschullehrer

### Petue
- Petuel, Karolina (1873–1956), Münchner Sozialförderin
- Petuel, Ludwig jun. (1870–1951), Münchner Geschäftsmann
- Petuel, Ludwig sen. (1839–1911), Münchner Geschäftsmann
- Petuel, Thomas (1797–1847), Freisinger Geschäftsmann
- Petuely, Friedrich (1922–1994), österreichischer Kinderarzt und Biochemiker
- Petuely, Kevin (* 2004), österreichischer Fußballspieler

### Petur
- Pétur Guðmundsson (* 1958), isländischer Basketballspieler
- Pétur Guðmundsson (* 1962), isländischer Kugelstoßer
- Pétur Gunnarsson (* 1947), isländischer Autor und Übersetzer
- Pétur Haraldsson Blöndal (1944–2015), isländischer Politiker (Unabhängigkeitspartei)
- Pétur Ormslev (* 1958), isländischer Fußballspieler
- Pétur Pétursson (1808–1891), isländischer Bischof
- Pétur Pétursson (* 1959), isländischer Fußballspieler
- Pétur Sigurðsson (1928–2002), isländischer Leichtathlet
- Pétur Sigurgeirsson (1919–2010), isländischer Geistlicher, Oberhaupt der Isländischen Staatskirche

### Petus
- Petuschkow, Anton Andrejewitsch (* 1992), russischer Naturbahnrodler
- Petuschkowa, Jelena Wladimirowna (1940–2007), russische Dressurreiterin, Sportfunktionärin und Biochemikerin

### Petut
- Petutschnig, Lorenz (* 1993), österreichischer Beachvolleyballspieler